# Lars Nordström (civilingenjör)
Lars Vilhelm Nordström, född 19 oktober 1918 i Katarina församling, död 9 juli 2000 i Länna församling i Stockholms län, var en svensk ingenjör, professor och ämbetsman. 
Efter studier vid Kungliga Tekniska högskolan tog Nordström 1942 civilingenjörsexamen. Han arbetade först som maskiningenjör och sedan som anställd vid Svenska Turbinfabriks AB Ljungström, AB de Lavals Ångturbin och så småningom som chef för maskinkonstruktionsavdelningen vid Götaverken. 
På uppdrag av Stiftelsen Svensk Skeppsforskning (SSF) och inbjudna av U.S. Atomic Energy Commission deltog Nordström och Jan Stefenson 1959 som observatörer vid byggandet av världens första atomdrivna lastfartyg N/S Savannah. De amerikanska värdarna visade stor öppenhet, och Stefenson och Nordström stor receptivitet, och utbytet kom sedan att dokumenteras 1960 i Teknisk Tidskrift, som utförligt beskrev möjligheter och begränsningar med atomdrift i fartyg. 
1964 tillträdde han en professur i ångteknik vid Chalmers tekniska högskola.
Nordström var drivande när det gällde uppbyggnaden av Högskolan i Luleå. Han var under tiden 1971 till 1977 organisationskommitténs vice ordförande med rektors befogenheter, och var 1977 till 1979 högskolans förste rektor. Jämsides med engagemanget för högskolan i Luleå var Nordström sedan 1970 ordförande i SKI:s reaktorsäkerhetsnämnd, och dess föregångare reaktorförläggningskommittén under den tid då konstruktionen av samtliga tolv svenska kärnkraftreaktorer granskades av SKI. Hans insatser där gjorde det naturligt att han år 1979 utsågs till generaldirektör för Statens kärnkraftsinspektion, en befattning som han uppehöll fram till sin pensionering 1983. Han var ledamot av den statliga Reaktorsäkerhetsutredningen som på kort tid tog fram analyser och rekommendationer med anledning av Harrisburgolyckan 1979.
Efter pensioneringen var han engagerad i familjens slott i Penningby och i rörelsen Bönder mot kärnvapen. Under Göteborgstiden innehade han ett antal kommunala förtroendeuppdrag. 
Nordström invaldes 1976 som ledamot av Kungliga Ingenjörsvetenskapsakademien. Han blev 1981 utnämnd till teknologie hedersdoktor vid Högskolan i Luleå.
Nordström var son till ångturbinsteknikern direktör Vilhelm Nordström och Dagmar, född Brehmer.